# Saison 2 de Drag Race Italia
La deuxième saison de Drag Race Italia est diffusée pour la première fois du 20 octobre 2022 au 8 décembre 2022 sur Discovery+ en Italie et sur WOW Presents Plus à l'international.
Le 1er mars 2022, l'émission est renouvelée pour sa deuxième saison. Les juges principaux sont Priscilla, Chiara Francini et Tommaso Zorzi. Le casting est composé de dix candidates et est annoncé le 30 septembre 2022 sur les réseaux sociaux.
La gagnante de la saison reçoit une couronne et un sceptre de la part d'Aster LAB et le statut d'ambassadrice pour MAC Cosmetics pendant un an.
La gagnante de la saison est La Diamond, avec Aura Eternal et Nehellenia comme secondes.

## Candidates
(Les noms et les âges donnés sont ceux annoncés au moment de la compétition.)
| Candidate       | Âge | Résidence              | Classement |
| --------------- | --- | ---------------------- | ---------- |
| La Diamond      | 35  | Riesi, Sicile          | Gagnante   |
| Aura Eternal    | 24  | Palerme, Sicile        | Secondes   |
| Nehellenia      | 31  | Rome, Latium           | Secondes   |
| La Petite Noire | 31  | Palerme, Sicile        | 4e place   |
| Skandalove      | 33  | Corato, Pouilles       | 5e place   |
| Gioffré         | 25  | New York ( États-Unis) | 6e place   |
| Panthera Virus  | 29  | Florence, Toscane      | 7e place   |
| Obama           | 33  | Rome, Latium           | 8e place   |
| Tanissa Yoncè   | 28  | Catane, Sicile         | 9e place   |
| Narciso         | 29  | Frosinone, Latium      | 10e place  |

1. ↑  Nehellenia a ensuite participé à la première saison de RuPaul's Drag Race: Global All Stars.

## Progression des candidates
|           |                 | Épisode | Épisode | Épisode | Épisode | Épisode | Épisode | Épisode | Épisode  | Épisode  |
| 1         | 2               | 3       | 4       | 5       | 6       | 7       | 8       | 8       |          |          |
| --------- | --------------- | ------- | ------- | ------- | ------- | ------- | ------- | ------- | -------- | -------- |
| Candidate | La Diamond      | WIN     | SAFE    | WIN     | WIN     | SAFE    | SAFE    | WIN     | GAGNANTE | GAGNANTE |
| Candidate | Aura Eternal    | LOW     | WIN     | LOW     | SAFE    | HIGH    | SAFE    | HIGH    | SECONDE  | SECONDE  |
| Candidate | Nehellenia      | SAFE    | SAFE    | SAFE    | HIGH    | TOP2    | WIN     | SAFE    | SECONDE  | MISS C.  |
| Candidate | La Petite Noire | SAFE    | HIGH    | LOW     | SAFE    | WIN     | HIGH    | BTM2    | ÉLIMINÉE | ÉLIMINÉE |
| Candidate | Skandalove      | SAFE    | SAFE    | SAFE    | SAFE    | SAFE    | BTM2    | ELIM    | INVITÉE  | INVITÉE  |
| Candidate | Gioffré         | SAFE    | LOW     | SAFE    | BTM2    | LOW     | ELIM    |         | INVITÉE  | INVITÉE  |
| Candidate | Panthera Virus  | BTM2    | SAFE    | BTM2    | ELIM    |         |         |         | INVITÉE  | INVITÉE  |
| Candidate | Obama           | HIGH    | BTM2    | ELIM    |         |         |         |         | INVITÉE  | INVITÉE  |
| Candidate | Tanissa Yoncè   | SAFE    | ELIM    |         |         |         |         |         | INVITÉE  | INVITÉE  |
| Candidate | Narciso         | ELIM    |         |         |         |         |         |         | INVITÉE  | INVITÉE  |

 La candidate a gagné Drag Race Italia.
 La candidate est arrivée seconde.
 La candidate a été éliminée lors de la finale.
 La candidate a été élue Miss Sympathie.
 La candidate a gagné le défi.
 La candidate a été une des deux meilleures candidates de la semaine mais a perdu le lip-sync.
 La candidate a reçu des critiques positives des juges et a été déclarée sauve.
 La candidate a été déclarée sauve.
 La candidate a reçu des critiques négatives des juges mais a été déclarée sauve.
 La candidate a été en danger d’élimination.
 La candidate a été éliminée.

## Lip-syncs
| Épisode | Candidate                                  | vs.                                        | Candidate                                  | Chanson                 | Artiste                       | Candidate éliminée |
| ------- | ------------------------------------------ | ------------------------------------------ | ------------------------------------------ | ----------------------- | ----------------------------- | ------------------ |
| 1       | Narciso                                    | vs.                                        | Panthera Virus                             | La bambola              | Patty Pravo                   | Narciso            |
| 2       | Obama                                      | vs.                                        | Tanissa Yoncè                              | Bagno a mezzanotte      | Elodie                        | Tanissa Yoncè      |
| 3       | Obama                                      | vs.                                        | Panthera Virus                             | Down Down Down          | Lollipop                      | Obama              |
| 4       | Gioffré                                    | vs.                                        | Panthera Virus                             | Jem                     | Cristina D'Avena              | Panthera Virus     |
| Épisode | Candidate                                  | vs.                                        | Candidate                                  | Chanson                 | Artiste                       | Gagnante           |
| 5       | La Petite Noire                            | vs.                                        | Nehellenia                                 | The Rhythm of the Night | Corona                        | La Petite Noire    |
| Épisode | Candidate                                  | vs.                                        | Candidate                                  | Chanson                 | Artiste                       | Candidate éliminée |
| 6       | Gioffré                                    | vs.                                        | Skandalove                                 | Pem Pem                 | Elettra Lamborghini           | Gioffré            |
| 7       | La Petite Noire                            | vs.                                        | Skandalove                                 | Far l'amore             | Bob Sinclar & Raffaella Carrà | Skandalove         |
| Épisode | Candidate                                  | vs.                                        | Candidate                                  | Chanson                 | Artiste                       | Gagnante           |
| 8       | Aura Eternal vs. La Diamond vs. Nehellenia | Aura Eternal vs. La Diamond vs. Nehellenia | Aura Eternal vs. La Diamond vs. Nehellenia | Festival                | Paola & Chiara                | La Diamond         |

 La candidate a été éliminée après sa première fois en danger d'élimination.
 La candidate a été éliminée après sa deuxième fois en danger d'élimination.
 La candidate a été éliminée après sa troisième fois en danger d'élimination.
 La candidate a gagné le lip-sync et est la meilleure candidate de l'épisode.
 La candidate a remporté le lip-sync et la saison.

## Juges invités
Cités par ordre d'apparition :
- Patty Pravo, chanteuse italienne ;
- Ludovico Tersigni, acteur et présentateur télévisé italien ;
- Nancy Brilli, actrice italienne ;
- Sandra Milo, actrice italienne ;
- Alessandra Celentano, danseuse et chorégraphe italienne ;
- Nick Cerioni, stylise italien ;
- Vito Coppola, danseur italien ;
- Claudia Gerini, actrice italienne ;
- Supremme de Luxe, drag queen et chanteuse espagnole ;
- Michela Giraud, actrice italienne ;
- Paola Iezzi, chanteuse italienne ;
- Luca Tommassini, acteur italien.

### Invités spéciaux
Certains invités apparaissent lors des épisodes, mais ne font pas partie du panel des jurés.
Épisode 4
- Les candidates de la première saison de Drag Race Italia.

Épisode 5
- Andrea Attila Felice, chorégraphe italien.

Épisode 7
- Michele Magani, maquilleur italien.

Épisode 8
- Andrea Attila Felice, chorégraphe italien ;
- Elecktra Bionic, drag queen italienne ;
- Luquisha Lubamba, drag queen italienne.

## Épisodes
| ÉQUIPE                | LE ETERNAL   | LE ETERNAL      | LE ETERNAL | LE ETERNAL     | SCANDALOSE, SENZE SKANDA | SCANDALOSE, SENZE SKANDA | SCANDALOSE, SENZE SKANDA | SCANDALOSE, SENZE SKANDA | SCANDALOSE, SENZE SKANDA |
| --------------------- | ------------ | --------------- | ---------- | -------------- | ------------------------ | ------------------------ | ------------------------ | ------------------------ | ------------------------ |
| CANDIDATE             | Aura Eternal | La Petite Noire | Nehellenia | Skandalove     | Gioffré                  | La Diamond               | Obama                    | Panthera Virus           | Tanissa Yoncè            |
| INSPIRATION DU DÉFILÉ | Fuchsia      | Pissenlit       | Pivoine    | Fleur de lotus | Orchidée                 | Cactus                   | Herbe                    | Rose                     | Figue de Barbarie        |

| CANDIDATE  | Aura Eternal | Gioffré | La Diamond           | La Petite Noire | Nehellenia        | Obama          | Panthera Virus | Skandalove  |
| PERSONNAGE | Pamela Prati | Pingu   | Cristiano Malgioglio | Chiara Ferragni | Elenoire Ferruzzi | Barbara D'Urso | Asia Argento   | Jill Cooper |

| CANDIDATE         | Aura Eternal     | Gioffré    | La Diamond  | La Petite Noire | Nehellenia | Panthera Virus | Skandalove      |
| BINÔME            | Luquisha Lubamba | Ivana Vamp | Farida Kant | Le Riche        | Divinity   | Ava Hangar     | Elecktra Bionic |
| SIGNE DU ZODIAQUE | Poissons         | Verseau    | Taureau     | Taureau         | Gémeaux    | Scorpion       | Gémeaux         |

| CANDIDATE         | Aura Eternal | Gioffré            | La Diamond | La Petite Noire       | Nehellenia | Skandalove |
| SIGNE DU ZODIAQUE | Football     | Football américain | Football   | Gymnastique rythmique | Escrime    | Rugby      |

| CANDIDATE                              | Aura Eternal            | La Diamond            | Nehellenia   | La Petite Noire | Skandalove          |
| ÉPOQUE                                 | Moyen Âge / Années 1970 | Années 1100 en Sicile | Rome antique | Préhistoire     | Préhistoire / Futur |
| NOMBRE DE VICTOIRES                    | 1                       | 4                     | 1            | 1               | —                   |
| ÉPISODE(S)                             | 2                       | 1, 3, 4, 7            | 6            | 5               | —                   |
| NOMBRE DE FOIS EN DANGER D'ÉLIMINATION | 0                       | 0                     | 0            | 1               | —                   |
| ÉPISODE(S)                             | —                       | —                     | —            | 7               | —                   |